# Edö, Kyrkslätt
Edö är en ö i Finland.   Den ligger i kommunen Kyrkslätt i landskapet Nyland, i den södra delen av landet, 30 km väster om huvudstaden Helsingfors.